# Okręg Glâne
Glâne (fr. District de la Glâne, niem. Glanebezirk, frp. le dichtri de la Yanna) – okręg w Szwajcarii, w kantonie Fryburg. Siedziba okręgu znajduje się w miejscowości Romont.
Okręg składa się z 18 gmin (Gemeinde) o powierzchni 168,66 km² i o liczbie mieszkańców 25 987.

## Gminy
1. Auboranges
2. Billens-Hennens
3. Chapelle (Glâne)
4. Châtonnaye
5. Ecublens
6. Grangettes
7. Le Châtelard
8. Massonnens
9. Mézières
10. Montet (Glâne)
11. Romont
12. Rue
13. Siviriez
14. Torny
15. Ursy
16. Villaz
17. Villorsonnens
18. Vuisternens-devant-Romont

## Zmiany administracyjne
- 1 stycznia 2001
  - utworzenie gminy Villorsonnens z gmin Chavannes-sous-Orsonnens(inne języki), Orsonnens(inne języki), Villargiroud(inne języki) oraz Villarsiviriaux(inne języki)
  - utworzenie gminy Ursy z gmin Bionnens(inne języki), Mossel(inne języki) i Vauderens(inne języki)
  - przyłączenie gmin Gillarens i Promasens do gminy Rue
- 1 stycznia 2003
  - utworzenie gminy Vuisternens-devant-Romont z gmin Les Ecasseys, Estévenens, La Joux, Lieffrens, La Magne, Sommentier i Villariaz
- 1 stycznia 2004
  - przyłączenie gminy La Neirigue do gminy Vuisternens-devant-Romont
  - przyłączenie gmin Chavannes-les-Forts, Prez-vers-Siviriez i Villaraboud do gminy Siviriez
  - przyłączenie gminy Berlens do gminy Mézières
  - utworzenie gminy Torny z gmin Middes i Torny-le-Grand
- 1 stycznia 2005
  - przyłączenie gmin Lussy, Villarimboud do gminy La Folliaz
- 1 stycznia 2006
  - przyłączenie gminy Esmonts do gminy Vuarmarens
- 1 stycznia 2012
  - przyłączenie gminy Vuarmarens do gminy Ursy
- 1 stycznia 2020
  - utworzenie gminy Villaz z gmin Villaz-Saint-Pierre i La Folliaz